# 제슈트라세역
제슈트라세역(U-Bahnhof Seestraße)은 베를린 미테구 베딩에 있는 U6의 역이다. 제슈트라세(Seestraße)/뮐러슈트라세(Müllerstraße)의 교차점에 역이 설치되어 있다.
베를린 버스 106, 120번 및 베를린 노면전차 M13, 50번으로 환승 가능하다.

## 역사
1902년 남북 도시철도(Nord-Süd-Bahn)가 계획되었을 당시에는 프리드리히슈트라세와 쇼세슈트라세를 따라가며, 북쪽 종착역으로 뮐러슈트라세/제슈트라세의 교차로가 지정되었다. 남부 종착역은 할레 문(Hallesches Tor)을 거쳐서 벨알리앙스슈트라세(현재의 메링담)/그나이제나우슈트라세의 교차로상에 설치되었다. 1912년 12월 착공하여 전 구간을 1917년/1918년에 완공할 예정이었으나 제1차 세계 대전으로 인해서 무산되었다. 전쟁 이전에 제슈트라세역을 포함한 일부 역사와 터널은 완공되었으나 일부 구간은 지어지지 않았다. 1921년에 공사가 재개되어 1923년 3월 8일 개통했다. 1928년부터 1966년까지는 C선의 종착역으로 기능했다. 1929년부터는 노선의 북쪽 연장에 대비한 선시공이 진행되었으나 예산 부족으로 곧 중단되었다. 건설 당시에는 쌍섬식 승강장(2면 4선)이 설치되었다.
테겔 방면 노선 연장 준비 과정에서 제슈트라세 기지 인입선의 평면 교차를 피하기 위해서 두 승강장이 약 50 m 간격을 두도록 이설되었다. 이설 당시 승강장은 지하 4.4 m, 길이 81 m, 폭 7 m였다. 이설 이후 영업 운행에는 동쪽에 있는 II번 승강장과 연결된 1번과 2번선만 사용했다. 이 선로는 차량기지 진입선(1번선)과 진출선(2번선)으로 사용되었고, 그 사이에 인상선 2선이 설치되었다. 서쪽에 있는 3번과 4번선은 전철화되어 있지 않았고, 도심 방면 수동식 분기기 조작을 통해서만 진입할 수 있었다. 해당 선로가 연결된 승강장은 벽을 쳐서 영업 운행과는 분리되었다.
1953년이 되어서야 테겔 방면의 북부 연장이 다시 착공했다. 이 과정에서 1955년에 완전히 재건축되었다. 연장 운행 시 초기 계획은 테겔에서 온 열차가 제슈트라세까지만 운행하고 제슈트라세 이남으로는 장편성 열차로 환승하게 할 예정이었다. 승객들은 일단 내린 다음 다른 승강장으로 이동해서 환승해야 했다. 이러한 운행은 이미 페어벨리너 플라츠역에서 시도되었으며, 승강장이 1면밖에 없었기 때문에 셔틀식 열차 운행에 어려움이 있었다. 1955년 10월에는 두 승강장을 가로막고 있었던 벽이 철거되었고, 지상에서 I번 승강장으로 향하는 계단이 설치되었다. 쌍섬식 승강장에서 외선이 철거되었고 영업 운행은 두 내선으로만 시행하게 되었다. 과거 동쪽 승강장에 연결된 1번선의 노반은 다시 메워졌고 II번 승강장에도 벽이 설치되었다. 1959년에는 서쪽 끝의 4번선이 다시 설치되었고 레오폴트플라츠 방면 운행을 처리하게 되었다. 장편성 정차 열차를 위해서 I번 승강장은 110 m, II번 승강장은 107 m로 연장되었으며, I번 승강장은 남쪽으로, II번 승강장은 북쪽으로 연장되었다. 역사 외벽은 세라믹 타일로 마감되었다.
역사의 원 설계자는 1920년에 사망한 하인리히 예넨(Heinrich Jennen)이었다. 그의 작업을 이어받아서 알프레드 그레난데르와 알프레트 페제(Alfred Fehse)가 나머지 부분을 완성했다. 역사 외벽은 흰색과 노란색으로 칠해졌고, 승강장 기둥부도 노란색이었다. II번 승강장의 양쪽 끝으로만 계단이 설치되어 있었으며 I번 승강장은 원래는 진입로가 없었다. 제2차 세계 대전 당시에는 3번과 4번선이 철거되고 I번 승강장은 방공호로 사용했다. 이를 위해서 임시 출구가 개설되었다.
제슈트라세역은 동물원역 방면으로 가는 신규 도시 철도 노선의 환승역으로 계획되었다. 이를 위해서 베딩 구청(Rathaus Wedding) 남쪽과 아우구스텐부르거 플라츠(Augustenburger Platz) 북쪽 부지를 공사용으로 예약해 두었다. 그러나 베를린 노면전차의 서베를린 노선을 폐지하면서 이 일대를 지나갔던 3번 노선도 폐선되면서 레오폴트플라츠역을 환승역으로 재건축했다. 예약되었던 부지는 베딩 구청의 확장 건물과 베를린 보이트 기술대학교의 확장 건물이 들어섰다.
2023년까지 개보수 공사와 엘리베이터 설치가 예정되어 있다. 북부로 가는 열차가 운행하는 II번 승강장 남쪽에 두 번째 출구가 설치될 예정이다. 두 승강장이 시차를 두고 보수 공사를 진행할 예정이기 때문에, 2018년 5월 7일부터는 모든 열차를 I번 승강장에서 처리할 수 있도록 역 북쪽에 추가 연결선을 설치했다.

## 인접 철도역
| 베를린 지하철 6호선    | 베를린 지하철 6호선 | 베를린 지하철 6호선                  |
| ---------------------- | ------------------- | ------------------------------------ |
| 레베르게 알트테겔 방면 | U6                  | 레오폴트플라츠 알트마리엔도르프 방면 |

## 참고 문헌
- Hans-Ulrich Stockhorst: Umbau an der Seestraße / Einige Details zu baulichen Situationen im U-Bahnhof Seestraße. In: Verkehrsgeschichtliche Blätter, 39. Jahrgang, Heft 3 (Mai/Juni 2012), S. 63–65.